# Lobo Bravo Rugby
O Lobo Bravo Rugby é um clube de rugby da cidade de Guarapuava do estado do Paraná, Brasil. Fundado em 20 de outubro de 2003. Filiado à Confederação Brasileira de Rugby e à Federação Paranaense de Rugby.

## História
No dia 20 de outubro de 2003 foi realizado seu primeiro treino, a princípio na Praça da Ucrânia, local que, por ser público, permitiu bastante visibilidade da prática esportiva. Em 2005 o Lobo Bravo Rugby se tornou uma associação devidamente registrada junto aos órgãos competentes, com o objetivo principal divulgar, difundir e praticar o rugby no Centro-sul do Paraná, em especial na cidade de Guarapuava, sua sede.

## Locais de treino
Atualmente o Lobo Bravo Rugby realiza seus treinos todos os sábados às 15h00min, e às terças e quintas-feiras às 19h:30min, no Campo Municipal (anexo ao Ginásio Joaquim Prestes).

## Títulos
Categoria Adulto Masculino
- Liga Sul de Rugby 4º lugar 1 vez (2007)[1]
- Campeonato Paranaense de Rugby vice-campeão 2 vezes (2008, 2011)[2]

Campeonato Paranaense de Rugby 3º lugar 4 vezes (2006, 2007, 2009, 2010)
- XV Ten-a-Side del Mercosur (Puerto Iguazú) vice-campeão taça-prata 1 vez (2009)
- Torneio Curitiba Sevens vice-campeão taça-prata 2 vezes (2008, 2009)[3]
- Torneio Floripa Rugby Sevens campeão taça-honra (2005)
- Torneio Internacional Cascavel Rugby Sevens vice-campeão taça-prata 1 vez (2008)

Categoria Adulto Feminino
- Torneio Floripa Rugby Sevens campeão taça-prata (2006)[4]

Categoria Juvenil Masculino
- Torneio Curitiba Sevens vice-campeão taça-prata 1 vez (2010)
- São Paulo Lions International Seven's Rugby Cup campeão taça-prata 1 vez (2006)

## Mascote

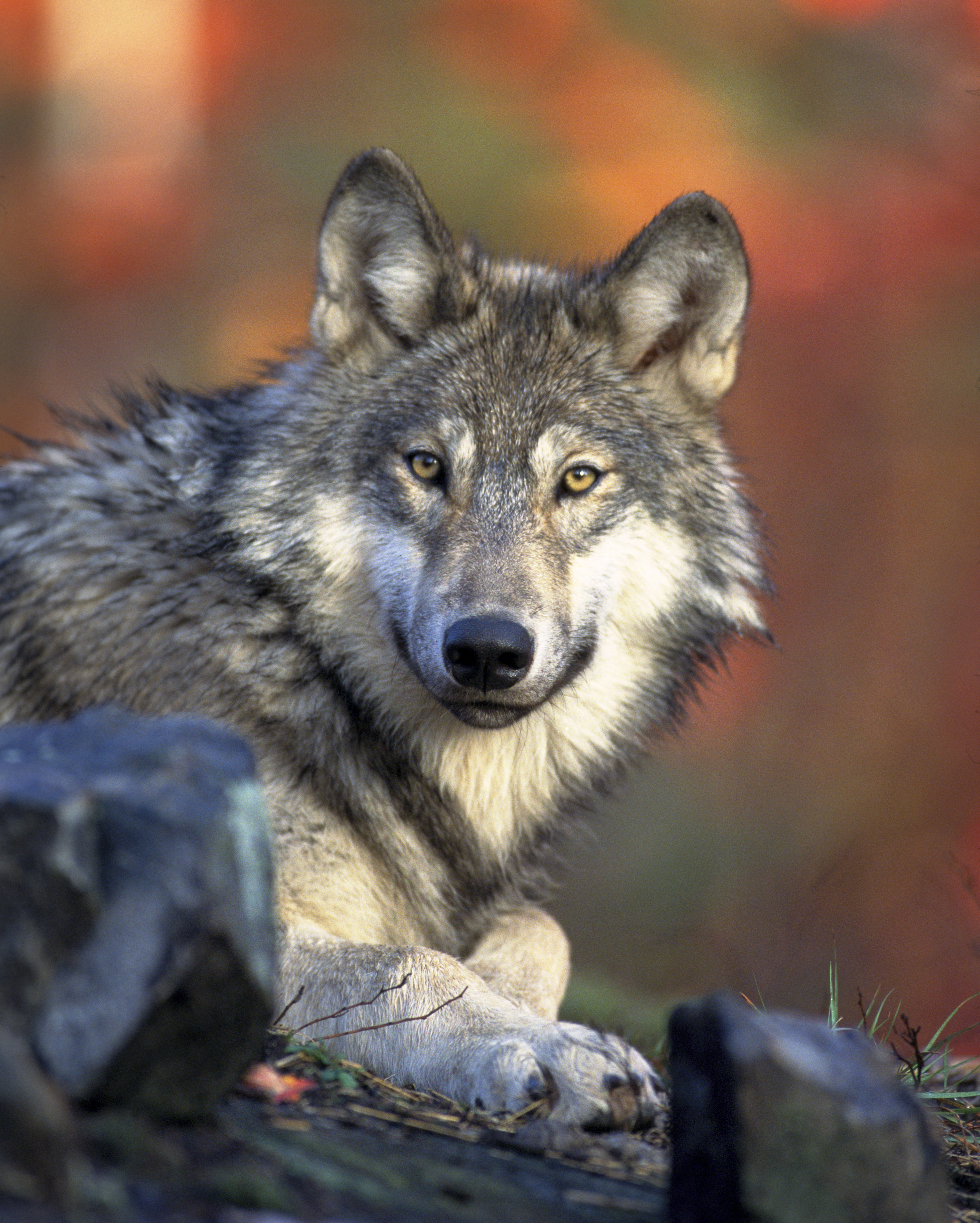

Fugindo das tradições de Guarapuava (que tem no lobo guará um de seus símbolos), o mascote do Lobo Bravo Rugby é o lobo: além de suas características gregárias, formando sólidas alcateias, em todas as culturas a imagem do lobo remete à ideia de fome insaciável, de anseio incontrolável. Sempre admirado e temido, este animal representava para os povos antigos, que viviam em tribos nas florestas, a separação entre a vida e a morte. Era o medo da noite, do desconhecido: não se entrava na floresta de noite pois, de noite, a floresta era dos lobos e estes são implacáveis.

## Uniforme

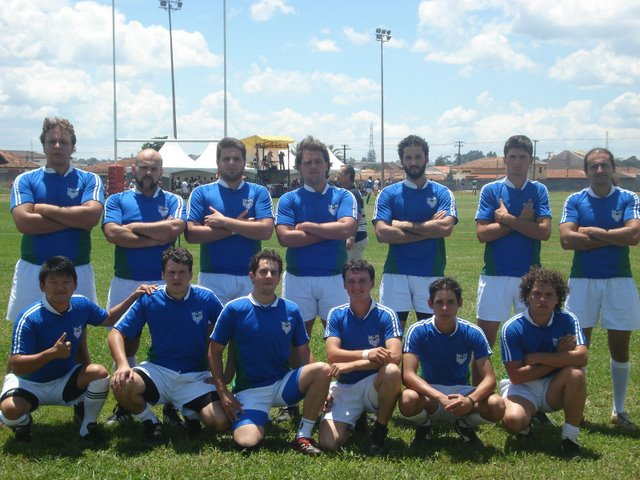
Uniforme 2. Escalação: de pé, da esquerda para a direita: Aurélio, Reccanello, Zé Renato, Andrew, Nelton, Elvis e Hallan. No chão, da esquerda para a direita: Marquito, Juliano, Marinho, Doglas, Thiago e Diego.

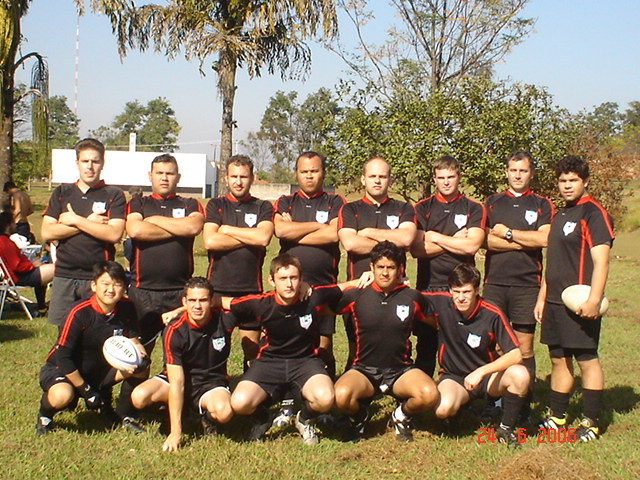
Uniforme 1. Escalação: de pé, da esquerda para a direita: Zé Renato, Michel, Fabinho, Sansão, Waldir, Guy, Alejandro e Gomes. No chão, da esquerda para a direita: Marquito, Vinícius, Gregolin, Wagner e Juliano.

Após um período utilizando camisas inteiramente na cor azul marinho, atualmente o Lobo Bravo Rugby possui dois uniformes:
- Uniforme 1: preto, com golas e listras vermelhas (duas listras nas laterais e nos ombros); calções pretos; meiões pretos. Há, ainda, na altura do peito, do lado esquerdo, o escudo da equipe, nas cores da bandeira de Guarapuava.
- Uniforme 2: azul com detalhes laterais em verde, além de duas listras brancas nos ombros; calções brancos; meiões brancos. Há, ainda, na altura do peito, do lado esquerdo, o escudo da equipe, nas cores da bandeira de Guarapuava.